# 18236 Bernardburke
18236 Bernardburke (1059 T-2) là một tiểu hành tinh vành đai chính.